# عبد المحسن إبراهيم البابطين
عبد المحسن إبراهيم البابطين (1301 هـ / 1882 – 1372 هـ / 1952) هو تربوي كويتي بارز وأحد رواد التعليم الأهلي في الكويت في النصف الأول من القرن العشرين، عُرف بمساهماته في تأسيس المدارس الأهلية وتشجيع الحركة التعليمية والثقافية في البلاد.

## النشأة
وُلد في مدينة الزبير جنوب العراق سنة 1301 هـ (1882م). نشأ في بيئة علمية وتلقى تعليمه الأولي في مدارس الزبير، حيث درس القراءة والكتابة، ثم تخصص في الفقه الإسلامي والفرائض والحساب والفلك. رحل إلى بغداد لمتابعة طلب العلم، فقرأ على محمود شكري الألوسي، ودرس الصرف والنحو والبلاغة على يد الشيخ عبدالعزيز الناصري، والعروض على محمد بن غنيم.

## المسيرة التربوية
شارك عبد المحسن في دعم وإنشاء المدارس الأهلية في الكويت قبل تأسيس وزارة المعارف عام 1936، وهي مدارس أنشأها الأهالي لزيادة الوعي التعليمي بين أبناء الكويت. كان له دور في تشجيع الطلاب على مواصلة تعليمهم، كما ساهم في ابتعاث بعض الطلبة إلى الخارج للحصول على تعليم أوسع في الدول العربية، الأمر الذي انعكس على تطور الكوادر الكويتية لاحقا.

## المساهمات الثقافية
لم يقتصر دور عبد المحسن البابطين على الجانب التربوي فقط، بل كان من الداعمين للحركة الثقافية في الكويت، حيث ساهم في نشر المكتبات وتشجيع القراءة بين الشباب. كما دعم النشاطات الأدبية والفكرية التي بدأت في الكويت منتصف القرن العشرين، والتي أسهمت في تأسيس بيئة ثقافية ساعدت على النهضة الفكرية لاحقا.

## الإرث والتأثير
يُعد عبد المحسن إبراهيم البابطين من الشخصيات التي وضعت بصمة واضحة في مسيرة التعليم بالكويت، إذ ساهم في ترسيخ مفهوم التعليم الأهلي والتكافل المجتمعي من أجل نشر العلم. ويعتبر من الرعيل الأول الذي أسهم في إعداد جيل من المتعلمين الذين تولوا مناصب بارزة في الدولة بعد الاستقلال.

## انظر ايضا
- التعليم في الكويت